# Jaguar SS100
De SS100 was een Britse roadster dat gefabriceerd werd van 1936 tot 1940 door SS Cars Ltd. Het was tevens het laatste model dat voor de Tweede Wereldoorlog geproduceerd werd door het bedrijf. Wegens de zeer gevoelige lading die de afkorting 'SS' sinds de Nazi's draagt, werd de naam van het bedrijf na de oorlog veranderd in Jaguar.